# Manastir Gračanica
Manastir Gračanica (srp.: Манастир Грачаница; alb.: Manastiri i Graçanicës) je manastir Srpske pravoslavne crkve na Kosovu s crkvom posvećenom Navještenju. Manastir se nalazi u mjestu Gračanica, 5 km od Prištine, i najbliže mu je naselje Lipljan (starorimsko naselje Ulpiana), stara biskupska prijestolnica. Godine 2004. dospio je na UNESCOv popis mjesta svjetske baštine u Europi pod nazivom Srednjovjekovni spomenici na Kosovu (skupa s manastirom Visoki Dečani, crkvom Gospe Ljeviške i Pećkom patrijarhijom), a 13. srpnja 2006. godine dolazi na popis ugroženih mjesta svjetske baštine.

## Povijest
Manastir Gračanicu je podigao srpski kralj Stefan Uroš II. Milutin 1315. godine na mjestu starije crkve i namijenio za katedralu lipljanskim episkopima. Slike na zidovima (živopis) su završene od 1321. – 1322. godine. Nešto kasnije, crkva je dobila velike otvorene vanjske zidine (priprata). Osamdesetih godina 14. stoljeća manastir je stradao od Turaka i tom prilikom su izgorjeli mnogi iluminirani rukopisi. Poslije obnove, građevina je ponovno oštećena u godini Bitke na Kosovu (1389.). Nakon pada Novog Brda pod Tursku vlast (1455.) nastupila su teška vremena za manastir i gračanički mitropolit je morao pobjeći. Tek u 16. stoljeću Gračanica ponovno živi. 1540-ih je u njoj otvorena jedna od najznačajnijih srpskih tiskara, a oko 1570. god. priprata je zatvorena i oslikana. Oko 1620. god. crkvi je obnovljen krov i izgrađen joj je novi ikonostas.

## Arhitektura
Osnova crkve je u obliku grčkog križa s centralnim kvadratom na 4 glavna stupa iznad kojega je središnja kupola. U prostorima između krakova križa su 4 manja kvadrata s 4 manje kupole, visoke do početka središnje. Izdvajanjem svakog konstruktivnog elementa u zaseban volumen, ali samo u gornjoj granici (iz kvadratnog obujma ne izlazi ništa osim prizme apside), stvoren je širok raspon nižih i viših, manjih i većih tijela, stepenasto složenih u živom ritmu od najviše točke, središnje kupole. Apside su trepezaste, a prostor za svećenike (đakonikon i proskomidija) odvojeni su kao zasebni prostori (paraklisi) od oltarnog prostora. Uski unutarnji narteks je odvojen od naosa (glavnog broda) širokim masovnim stubovima.
Iako po svome tlocrtu sliči na brojne grčke crkve s početka 14. st. (Sv. Apostol u Solunu), ipak se Gračanica odvaja od svih svojom izrazitom težnjom vertikali. Nepoznati graditelj je osnovnu kubičnu masu izvukao u središnju kupolu pomoću dvostrukih križnih svodova i naglasio vertikalnost svodnim čeonim lukovima, na pročeljima različitih oblika (najniži su polukružni, a na gornjim šiljati). Gradacija oblika postoji i kod prozora: donji su s jednim otvorom (monofore), srednji bifore, a gornji trifore. Višebojna (polikromna) fasada služi istoj zamisli. Crkva je građena od velikih kamenih kvadara obuhvaćenih opekom, a svi čeoni lukovi i tornjevi su samo od opeke. To stremljenje visinama, naglašeno ritmom prostora i masa, rasporedom i oblikom otvora i lukova, višebojnom fasadom i tamburima kupola, sasvim je originalno i Gračanici daje posebno mjesto u srpskoj, ali i europsko-bizantskoj srednjovjekovnoj arhitekturi.
Na vanjskim zidinama se nalazio toranj-zvonik (karakterističan za sve crkve tog doba) koji se oslanjao na dva para jakih pilastara koji su tvorili kvadratnu osnovu nosača. Sve do 16. st. oni su nosili visoki drveni toranj na kojemu su bila zvona (što se vidi iz grafike iz 1539.). Tada su vanjske zidine bile u skladu s crkvom, a kada su njeni široki otvori zatvoreni, a mjesto tornja postavljena slijepa kalota (oko 1570.), došlo je do disharmonije u proporcijama i stilu.

## Slike
Slikarstvo u Gračanici se smatra najljepšim ostvarenjem Milutinove dvorske škole, a stilski je povezano sa slikarstvom drugih kraljevskih zadužbina (Manastir u Studenici). Nadahnuto je novim težnjama u bizantskom slikarstvu u carigradskom manastiru Hora (tzv. Renesansa Paleologa). Figure su plastične, živih pokreta i neobičnih stavova, a kompozicije prepune detalja, boje su žive i kontrasne, a tradicionalna monumentalnost je izgubljena.
U Gračanici imaju tri vrste slikopisa: u crkvi je najstariji, a na vanjskoj priprati su dva mlađa. 
Milutinova povelja koja je oslikana na zapadnom zidu paraklisa datira prve freske u 1321. – 22. godinu. One su dobro očuvane i predstavljaju liturgijske scene (u apsidi), starozavjetne scene simboličnog karaktera i scene iz Gospina života (u oltaru), te Kristova života kao Isusova čuda i Pasija (na zidovima). U donjem dijelu crkve su figure, a u gornjem poprsja. U unutarnjoj priprati se nalaze portreti kralja Milutina i kraljice Simonide, kraljice Jelene i obiteljsko stablo dinastije Nemanjića, ali i Posljednji sud. U središnjem tornju je Krist Pankrator, a u malim tornjevima poprsja evanđelista. U sjevernom paraklisu su prikazane scene iz života Svetog Nikole, a u južnom scene iz Starog zavjeta, te iz Gospina i Kristova života, ali i prikaz smrti lipljanskog episkopa Teodora iznad njegova groba.
U Gračanici se čuva i dragocjeni ikonopisi od kojih su najstarije ikone iz sredine 16. st. (Krist s apostoima i Bogorodica s prorocima), dok su Carske dveri iz oko 1570. god. Veliki izrezbareni, pozlaćeni i oslikani križ iznad ikonostasa potječe iz vremena patrijarha Pajsija (1621.).
Od nekada bogate gračaničke knjižnice sačuvano je samo nekoliko rukopisa s lijepim minijaturama iz 16. st.

## Utjecaj
Crkva svetog Marka u Beogradu (1931. – 40.) izgrađena je po uzoru na Crkvu manastira Gračanica, kao i tzv. "Hercegovačka Gračanica" (2000.) u Trebinju (Bosna i Hercegovina).
Nova Gračanica je manastirski kompleks koji je izgrađen (1977. – 1984.) kao vjerna replika kosovskog manastira Gračanica (ali 18 % veća) u Third Lakeu, predgrađu Chicaga.

## Poveznice
- Srpski manastiri
- Studenica
- Visoki Dečani
- Sopoćani

## Vanjske poveznice
- Službene stranice Raške i prizrenske dioceze
- Gračanica- virtuelna tura i foto zbirka Fonda Blago
- Manastiri - Srpska povijest